# Ébredj, ember, mély álmodból
Az Ébredj, ember, mély álmodból egy közismert adventi ének, Simon Jukundián szerzeménye. Zsasskovszky–Tárkányi: Katholikus egyházi énektára közölte először.

## Kotta és dallam
| Elküldé az Úr angyalát, Hogy köszöntse Szűz Máriát, Kinek tiszta, szűz méhébe Alászállt az örök Ige. | A Szűzhöz így szól az angyal: Üdvözlégy, teljes malaszttal! A Szentlélek megárnyékoz, S áldott méhed gyümölcsöt hoz. | Fiad Jézus néven hívod, Ő váltja meg a világot, Melyet oly rég tart a sátán Fogságban a bűnnek láncán. |

## Felvételek
- Halmos László:  Adventi áhítat. Cant' Art Énekegyüttes  YouTube (2013. december 15.)  (Hozzáférés: 2016. december 7.) (videó) 6:52–11:00.
- Ébredj ember. YouTube (2013. december 25.)  (Hozzáférés: 2016. december 7.) (videó)
- Ébredj ember mély álmodból megszabadulsz rabságodból. YouTube (2012. december 23.)  (Hozzáférés: 2016. december 7.) (videó)